# Puy-Saint-Pierre
Puy-Saint-Pierre est une commune française située dans le département des Hautes-Alpes en région Provence-Alpes-Côte d'Azur. Il s'agit de l'une des cinq communes formant la banlieue de l'unité urbaine de Briançon.

## Géographie

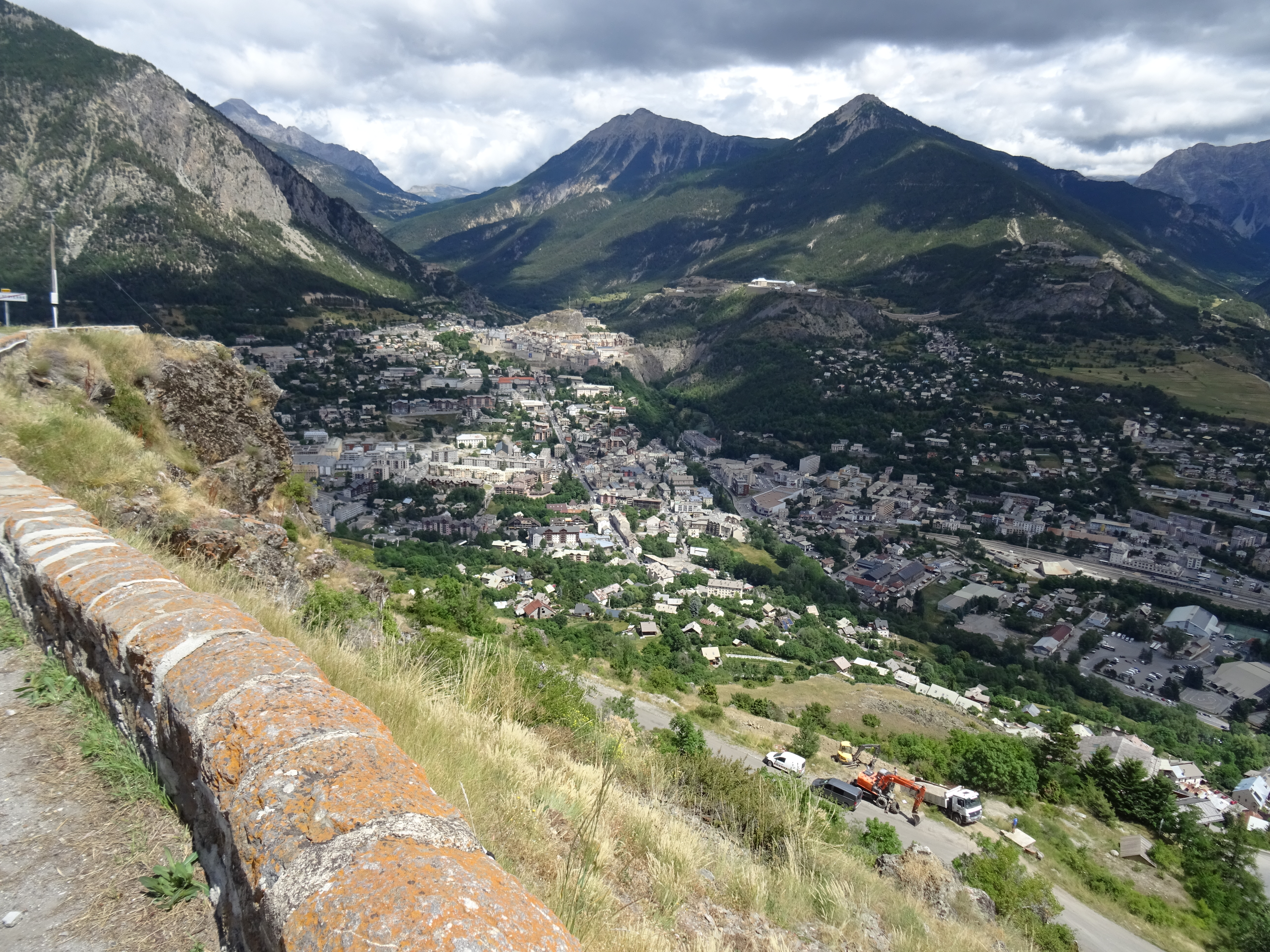
vue de Briançon depuis Puy-Saint-Pierre

Le village est bâti sur le flanc sud-est du mont Prorel, dominant la Durance et la ville de Briançon.

### Climat
Pour des articles plus généraux, voir Climat de Provence-Alpes-Côte d'Azur et Climat des Hautes-Alpes.
En 2010, le climat de la commune est de type climat des marges montargnardes, selon une étude du Centre national de la recherche scientifique s'appuyant sur une série de données couvrant la période 1971-2000. En 2020, Météo-France publie une typologie des climats de la France métropolitaine dans laquelle la commune est exposée à un climat de montagne ou de marges de montagne et est dans la région climatique Alpes du sud, caractérisée par une pluviométrie annuelle de 850 à 1 000 mm, minimale en été.
Pour la période 1971-2000, la température annuelle moyenne est de 7,5 °C, avec une amplitude thermique annuelle de 17,1 °C. Le cumul annuel moyen de précipitations est de 765 mm, avec 7,3 jours de précipitations en janvier et 6,8 jours en juillet. Pour la période 1991-2020, la température moyenne annuelle observée sur la station météorologique de Météo-France la plus proche, « Villar St Pancrace », sur la commune de Villar-Saint-Pancrace à 2 km à vol d'oiseau, est de 8,8 °C et le cumul annuel moyen de précipitations est de 636,0 mm. 
La température maximale relevée sur cette station est de 36,2 °C, atteinte le 23 août 2023 ; la température minimale est de −18 °C, atteinte le 5 février 2012,,.
Les paramètres climatiques de la commune ont été estimés pour le milieu du siècle (2041-2070) selon différents scénarios d'émission de gaz à effet de serre à partir des nouvelles projections climatiques de référence DRIAS-2020. Ils sont consultables sur un site dédié publié par Météo-France en novembre 2022.

## Urbanisme

### Typologie
Au 1er janvier 2024, Puy-Saint-Pierre est catégorisée commune rurale à habitat dispersé, selon la nouvelle grille communale de densité à 7 niveaux définie par l'Insee en 2022.
Elle appartient à l'unité urbaine de Briançon, une agglomération intra-départementale dont elle est une commune de la banlieue,. Par ailleurs la commune fait partie de l'aire d'attraction de Briançon, dont elle est une commune de la couronne,. Cette aire, qui regroupe 15 communes, est catégorisée dans les aires de moins de 50 000 habitants,.

### Occupation des sols
L'occupation des sols de la commune, telle qu'elle ressort de la base de données européenne d’occupation biophysique des sols Corine Land Cover (CLC), est marquée par l'importance des forêts et milieux semi-naturels (82,5 % en 2018), en diminution par rapport à 1990 (100 %). La répartition détaillée en 2018 est la suivante : 
forêts (42,1 %), milieux à végétation arbustive et/ou herbacée (29,5 %), espaces ouverts, sans ou avec peu de végétation (11 %), zones agricoles hétérogènes (10,9 %), prairies (5,3 %), zones urbanisées (1,3 %).
L'évolution de l’occupation des sols de la commune et de ses infrastructures peut être observée sur les différentes représentations cartographiques du territoire : la carte de Cassini (XVIIIe siècle), la carte d'état-major (1820-1866) et les cartes ou photos aériennes de l'IGN pour la période actuelle (1950 à aujourd'hui).

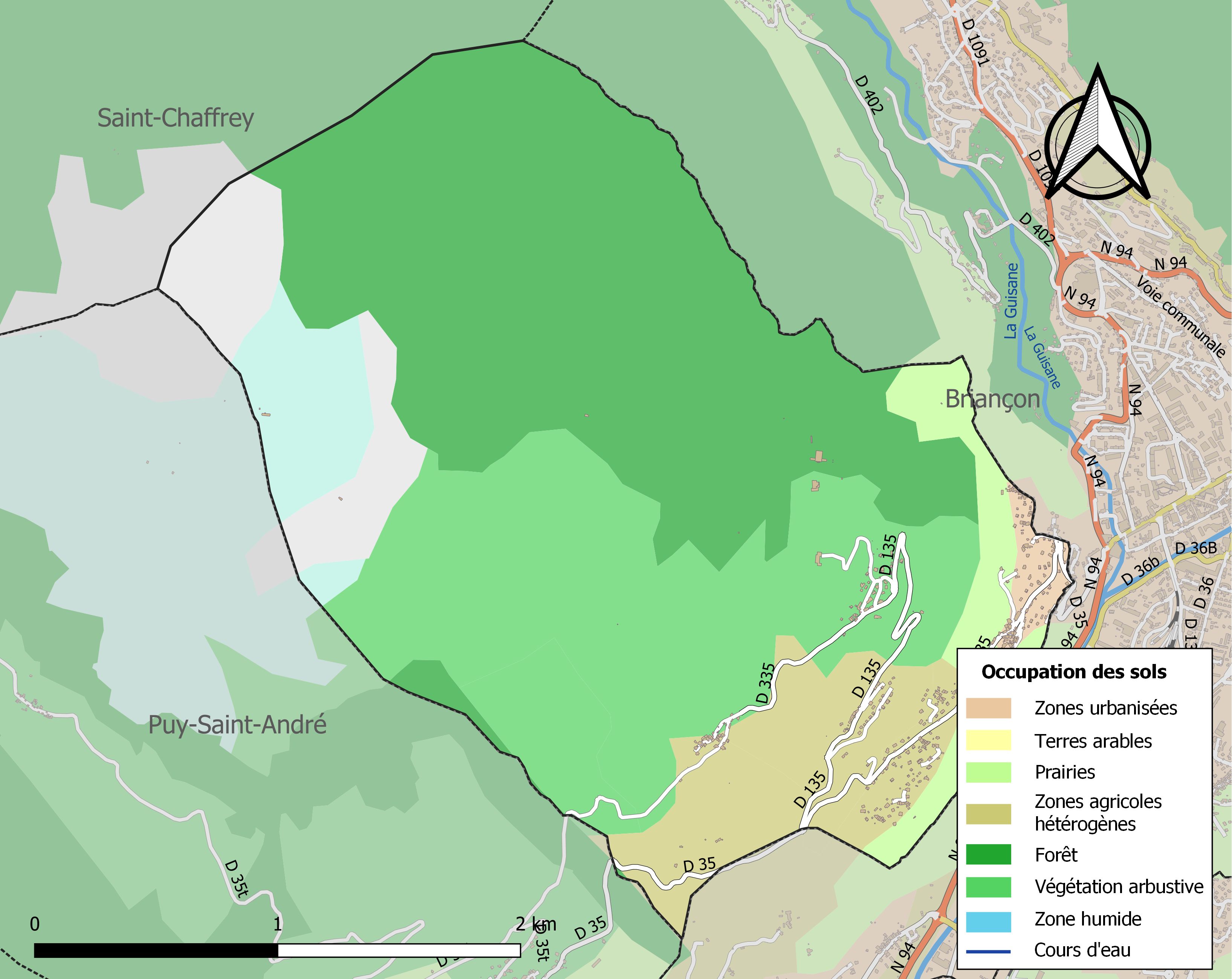
Carte de l'occupation des sols de la commune en 2018 (CLC).

## Toponymie
Le Puy-Saint-Pierre ne formait, au Moyen Age, qu'une seule communauté, de même qu'une seule paroisse, avec le Puy-Saint-André, cette communauté portait le nom d'Universitas Podiorum.
Le nom de la localité est attesté sous sa forme latine Podium  en 1148, qui aura donné Puei en occitan, que les locuteurs de langue d'oïl connaissent pour être un « mont »; Petrus de Podio en 1158.
Le Puei Sant Pèire en occitan.

## Histoire

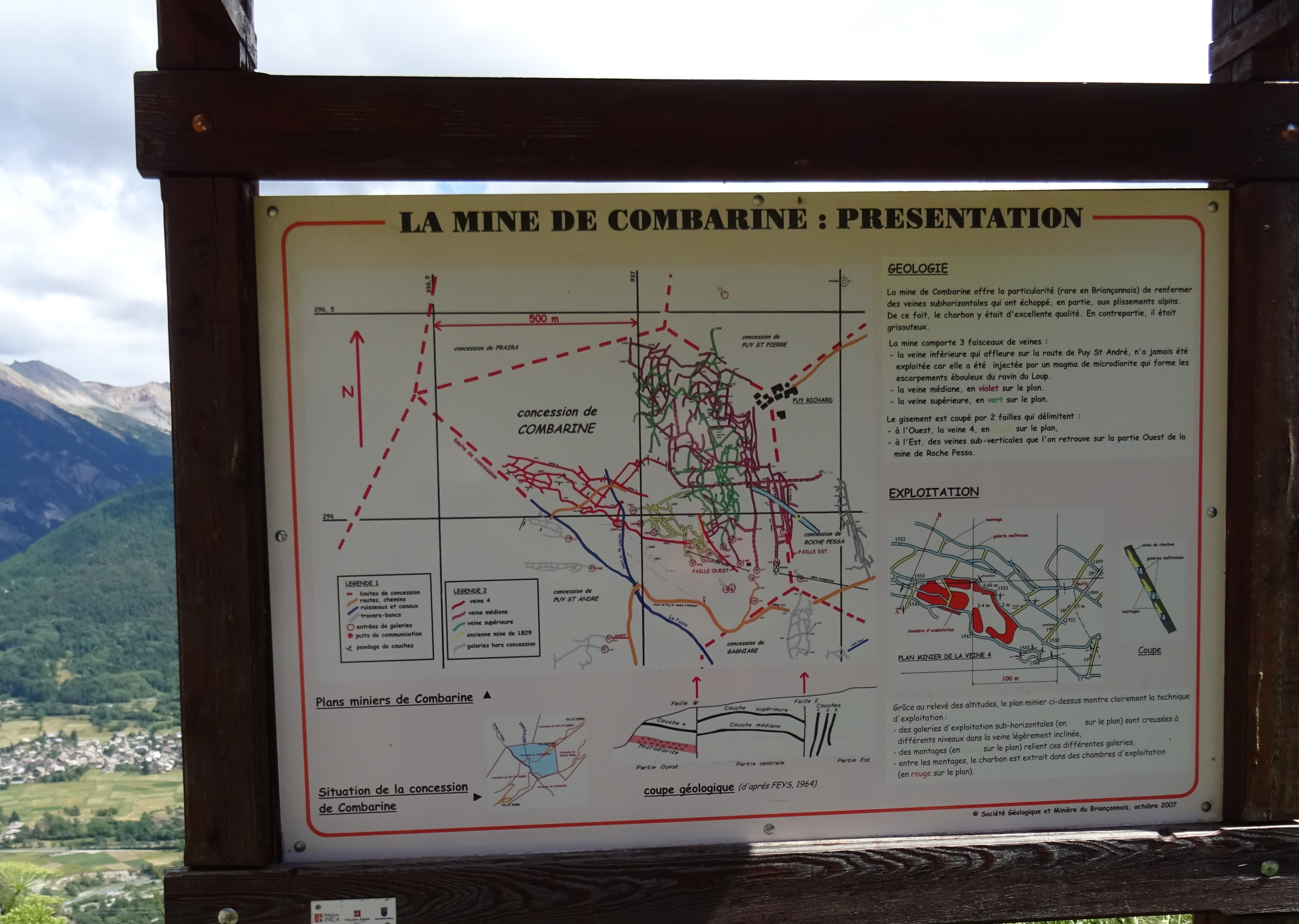
Mine de Combarine.

Au XIXe siècle, la révolution industrielle touche la commune. La mine de Combarine exploite l'anthracite : il s'agit de la plus importante du bassin briançonnais, face au village du Villard-Saint-Pancrace. Elle est accompagnée d'une usine de la Société des charbonnages et électricité du Sud-Est. Elle ferme en 1962 et employait entre cinquante et cent salariés, pour la plupart des ouvriers-paysans.

## Politique et administration
| Période                                  | Période      | Identité             | Étiquette | Qualité                           |
| ---------------------------------------- | ------------ | -------------------- | --------- | --------------------------------- |
| Les données manquantes sont à compléter. |              |                      |           |                                   |
| 1989                                     | juillet 2020 | Jean-Marius Barneoud |           | Retraité salarié du secteur privé |
| juillet 2020                             | En cours     | Vincent Faubert,     |           | Cadre de la fonction publique     |
| Les données manquantes sont à compléter. |              |                      |           |                                   |

## Démographie
L'évolution du nombre d'habitants est connue à travers les recensements de la population effectués dans la commune depuis 1793. Pour les communes de moins de 10 000 habitants, une enquête de recensement portant sur toute la population est réalisée tous les cinq ans, les populations de référence des années intermédiaires étant quant à elles estimées par interpolation ou extrapolation. Pour la commune, le premier recensement exhaustif entrant dans le cadre du nouveau dispositif a été réalisé en 2007.

En 2022, la commune comptait 517 habitants, en évolution de −3,18 % par rapport à 2016 (Hautes-Alpes : +0,4 %, France hors Mayotte : +2,11 %).
| 1793 | 1800 | 1806 | 1821 | 1831 | 1836 | 1841 | 1846 | 1851 |
| ---- | ---- | ---- | ---- | ---- | ---- | ---- | ---- | ---- |
| 414  | 380  | 360  | 396  | 432  | 426  | 437  | 448  | 480  |

| 1856 | 1861 | 1866 | 1872 | 1876 | 1881 | 1886 | 1891 | 1896 |
| ---- | ---- | ---- | ---- | ---- | ---- | ---- | ---- | ---- |
| 465  | 512  | 507  | 501  | 512  | 510  | 525  | 519  | 516  |

| 1901 | 1906 | 1911 | 1921 | 1926 | 1931 | 1936 | 1946 | 1954 |
| ---- | ---- | ---- | ---- | ---- | ---- | ---- | ---- | ---- |
| 484  | 468  | 502  | 410  | 386  | 394  | 350  | 300  | 312  |

| 1962 | 1968 | 1990 | 1999 | 2006 | 2007 | 2012 | 2017 | 2022 |
| ---- | ---- | ---- | ---- | ---- | ---- | ---- | ---- | ---- |
| 231  | 229  | 344  | 354  | 478  | 496  | 505  | 538  | 517  |

## Lieux et monuments
- Chapelle Notre-Dame-des-Neiges[22].
- Église Saint-Pierre[23].
- Chapelle Saint-Sixte de Puy-Richard[24].
- Chapelle Saint-Claude du Pinet[25].
- Chapelle Sainte-Apollonie de la Croiza[26].
- Chapelle Saint-Jean-Baptiste des Queyrelles[27].
- Chapelle Saint-Roch de Belvoir.
- Cimetière de Lariey, lié à l’épidémie de peste de 1629-1631[28],[29].

## Personnalités liées à la commune
Parmi les descendants des mineurs-paysans qui ont exploité le "charbon de terre" du bassin houiller du briançonnais, et participé à l'établissement des "petites républiques de montagne", on citera Pierre-Jacques Weulersse, petit-fils de Georges Weulersse.[réf. nécessaire]

## Photos

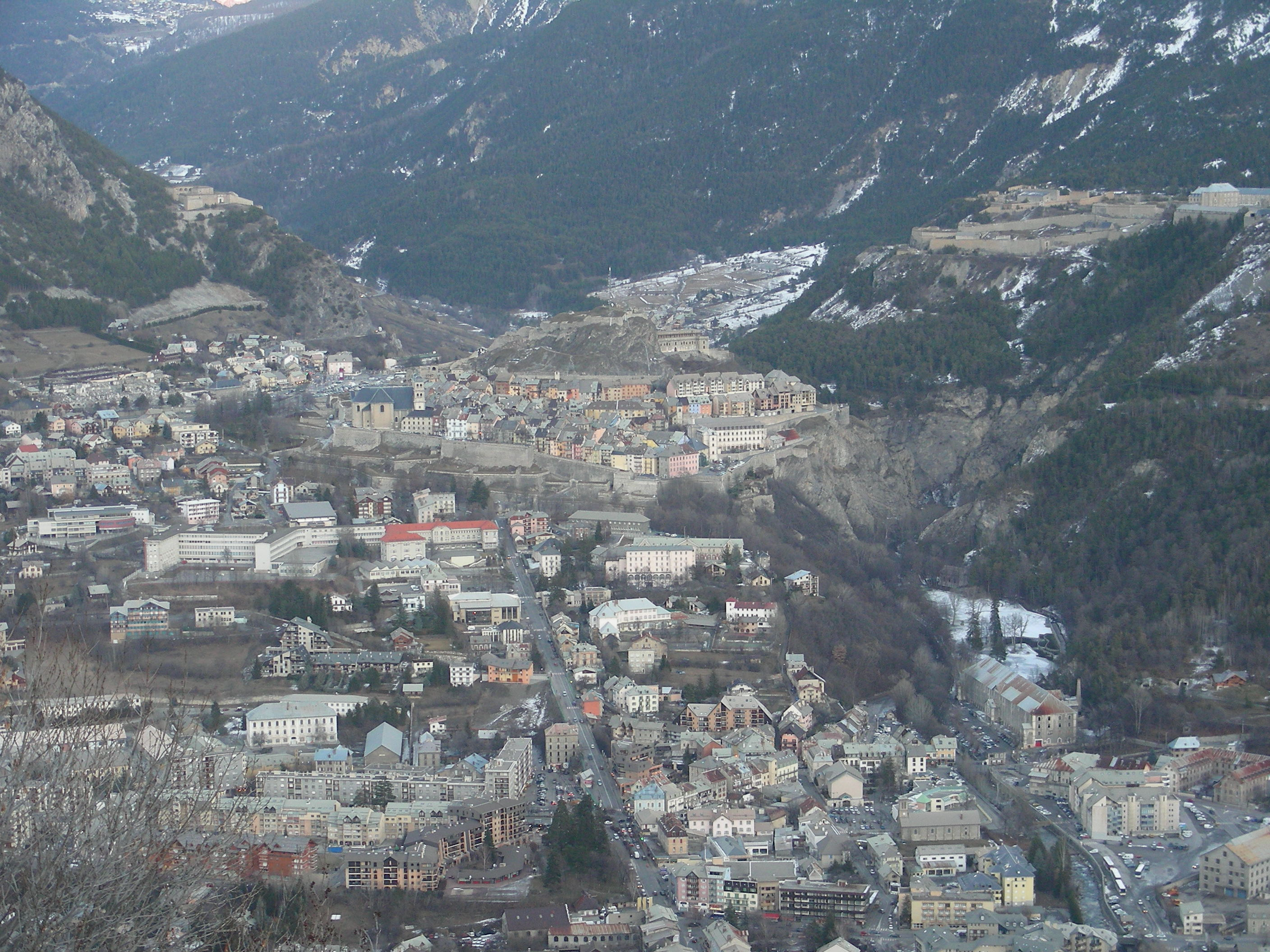
Vue imprenable sur Briançon.
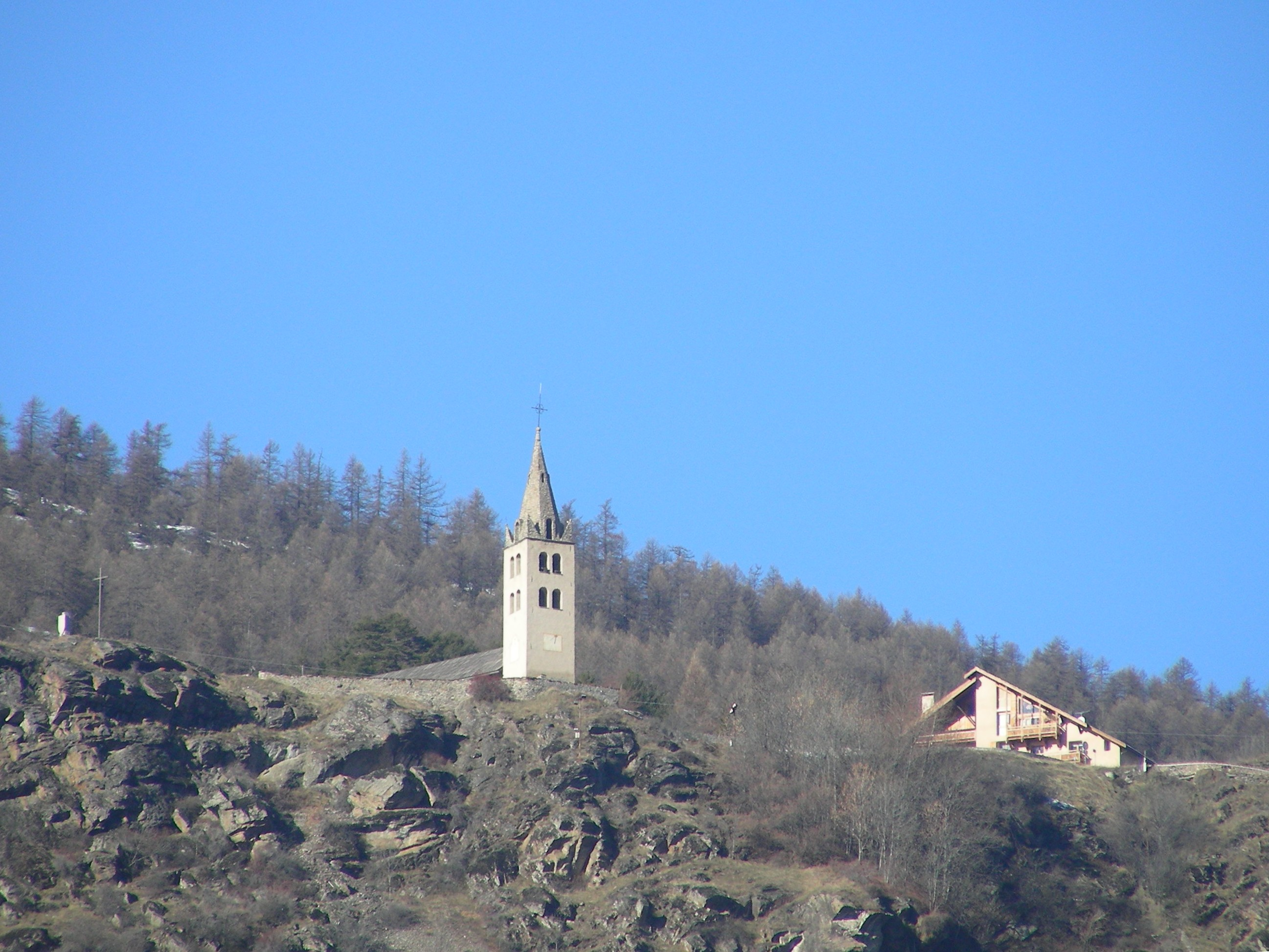
L'église vue depuis la vallée.
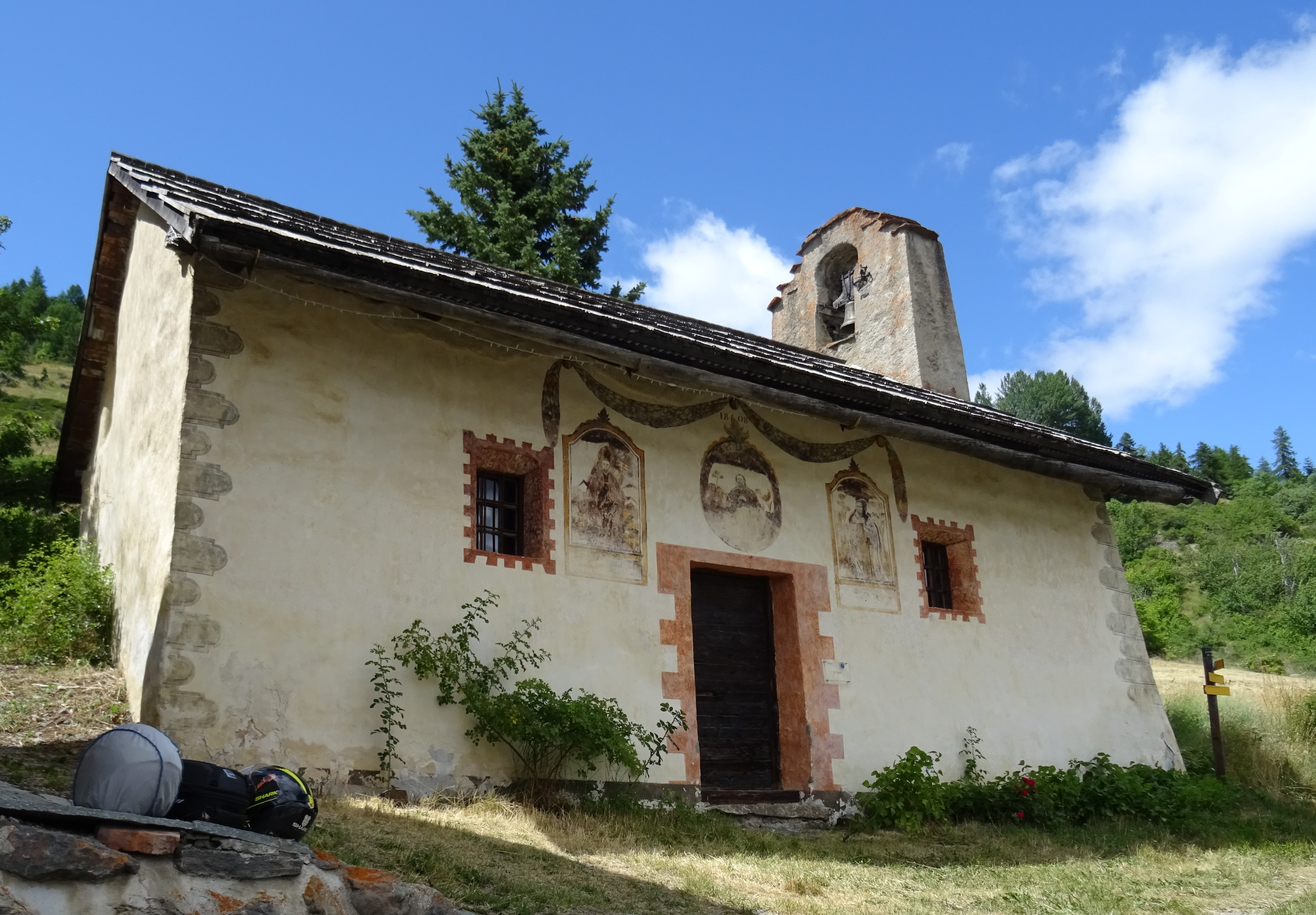
Notre-Dame-des-Neiges
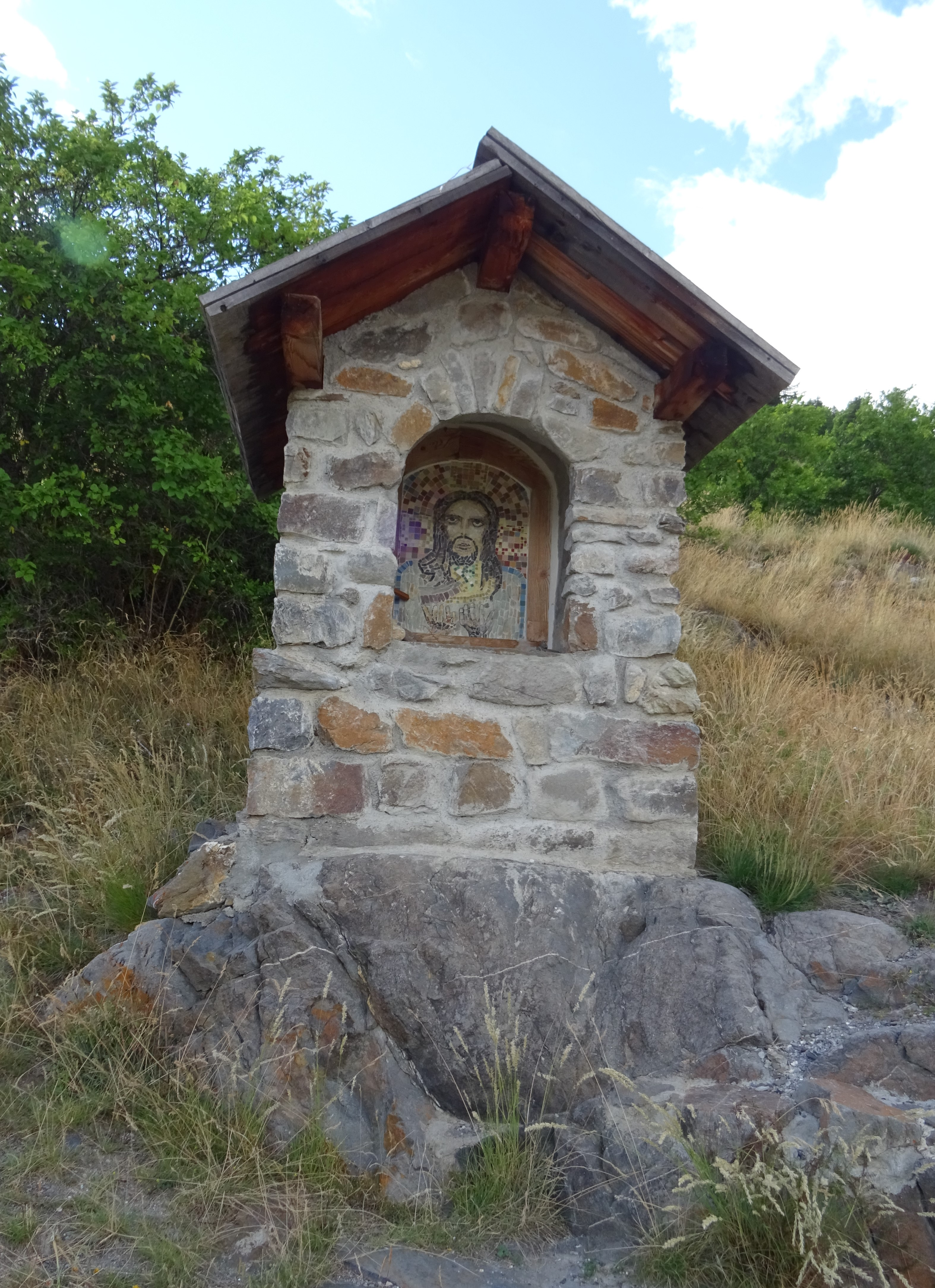
oratoire